# ルリーロ福岡
ルリーロ福岡（LeRIRO福岡、LeRIRO Fukuoka）は、ジャパンラグビーリーグワンDIVISION3に所属しているラグビーチームである。公式略称は「LR福岡」。ホストエリアは「筑後地区」とし、具体的な自治体名は朝倉市、うきは市、大川市、久留米市、大刀洗町、筑後市、広川町、小郡市、大木町となる（2024年9月1日現在）。　

## 概要
母体となる企業を持たず、さまざまな地元企業に就職している選手から編成されている。
2022年4月発足。福岡県うきは市の浮羽究真館高校グラウンドを練習場としている。「ルリーロ（LeRIRO）」とは、うきは市のシンボルであるカワセミの羽色である「瑠璃色」と、フランス語で「笑い」を意味する「Le Rire（ル・リール）」を合わせた造語。
2024年6月現在、チームから支給される選手への固定給は無い。選手は、地元企業からの給与のほかに、公式アプリや個別契約を経る「選手個人パートナー制度」によりファンや企業からのスポンサー料が100％（諸経費を除く）選手に還元される制度がある。

## スローガン
出典：
- Mission：「感動笑夢」- 感動は人を変え、笑いは人を潤し、夢は人を豊かにするラグビーを通してこれを世界に届ける。
- Vision：「We have Wings」- だれもが、いつでも、どこでも、何度でもチャレンジできる社会の実現。
- Value：「Be Local , Be Radical　つなげ、まわせ!」- 人と人、資源と産業、地域社会とスポーツをつなぎ、まわしていく。 地域に根付き、地域とスポーツの新しい共生の姿へと先鋭的に挑戦する。

## 沿革
2021年末で活動休止となったコカ・コーラレッドスパークス（福岡市東区）の選手らを受け入れるため、2022年4月に発足。発足当時、コカ・コーラレッドスパークスからの移籍希望者が30名ほどいた。
福岡県うきは市に本拠を置く際、うきは市が選手の就労面などのサポートを行った。地元企業約30社から支援が検討され、早稲田大出身でチームの代表を務める島川大輝、京都産業大出身で浮羽究真館高ラグビー部監督の吉瀬晋太郎らが設立に関わった。
2022年、同じ福岡県を拠点とする リーグワン3部（DIVISION3）宗像サニックスブルースが、初年度2022シーズン（2022年5月まで）限りで廃部になり、同チームからも選手が合流した。
2022年8月にトップキュウシュウAリーグに参入、2022年11月23日に優勝。
2023年10月、練習場としている浮羽究真館高校グラウンドに芝生を設置するため、うきは市がふるさと納税制度を開始。
2023年11月25日、トップキュウシュウAリーグで2連覇。
2024年1月31日、JAPAN RUGBY LEAGUE ONE DIVISION3 2024-25シーズンから、セコムラガッツ、ヤクルトレビンズと共に新規参入することが決定した、試合会場として久留米総合スポーツセンター陸上競技場を確保している。
2024年8月1日、公式略称（LR福岡）とホストエリア（「筑後地区」＝ 朝倉市、うきは市、大川市、久留米市、大刀洗町、筑後市、広川町）が発表された。
2024年10月2日、元コカ・コーラの豊田将万がヘッドコーチに就任。

## リーグワンへの参入
- 2022年発足時から、ルリーロ福岡は「2025年にジャパンラグビーリーグワンへ参入」を目標に掲げていた[7]。
- 2023年2月、JAPAN RUGBY LEAGUE ONEが新規参入チームを募集開始[20]。
- 2023年7月18日、JAPAN RUGBY LEAGUE ONEへ新規参入申請をした5チーム（ルリーロ福岡のほか、セコムラガッツ、ヤクルトレビンス、秋田ノーザンブレッツRFC、日立サンネクサス茨城）が発表された[21][22]。この中からDIVISION3へ「1チーム参入または3チーム参入」となる[23][24][25]。
- 2024年1月31日、2024-25シーズンから、セコムラガッツ、ヤクルトレビンズと共に新規参入することが決定した[17]。

## タイトル
全国大会
なし
最上位リーグ
なし
下位リーグ
- トップキュウシュウA　優勝：2回（2022[13]、2023[16]）

## 成績

### リーグ戦戦績
- 2022年度 トップキュウシュウA 優勝 (4勝1敗) [13]、3地域社会人リーグ順位決定戦 3位 (2敗)[26]
- 2023年度 トップキュウシュウA 優勝 (7勝)[16]、3地域社会人リーグ順位決定戦 4位、JAPAN RUGBY LEAGUE ONE DIVISION3へ参入

### JAPAN RUGBY LEAGUE ONE
| シーズン | DIVISION  | 最終順位 | リーグ順位  | 試合数 | 勝点 | 勝 | 分 | 負 | 得点 | 失点 | 得失差 | 入替戦 | 備考   |
| -------- | --------- | -------- | ----------- | ------ | ---- | -- | -- | -- | ---- | ---- | ------ | ------ | ------ |
| 2024-25  | DIVISION3 | 6位      | 6位/6チーム | 15     | 13   | 3  | 0  | 12 | 266  | 607  | -341   | なし   | [ 27 ] |

## マスコットキャラクター

### ルーロ and リーロ
うきはの水辺に住むカワセミの兄弟。
- ルーロ - 大きい身体の兄。努力家で真っ直ぐな性格。
- リーロ - 小さい身体の弟。人懐っこくて涙もろい性格。

## 2024-25シーズンの順位
| \| \| JAPAN RUGBY LEAGUE ONE 2024-25 DIVISION 3 順位表（2025年5月11日時点）出典：[28] \| 編集 \| | | | | | | | | | | | | | | |                                                                          |                                                                          |
| リーグ戦 順位 | チーム | 試合数 | 勝ち点 | 勝 | 分 | 負 | 得点 | 失点 | 得失差 | T | G | PG | DG | 反則数 | 入替戦                                                                   | 最終結果                                                                 |
| 優勝 | マツダスカイアクティブズ広島 | 14 | 56 | 11 | 0 | 3 | 567 | 235 | 332 | 85 | 62 | 6 | 0 | 160 | 第14節で優勝決定、第13節で入替戦進出決定 DIVISION2 8位と入替戦           | 残留                                                                     |
| 2位 | 狭山セコムラガッツ | 15 | 55 | 11 | 0 | 4 | 593 | 317 | 276 | 87 | 61 | 12 | 0 | 179 | 第13節で入替戦進出が決定 DIVISION2 7位と入替戦                           | 残留                                                                     |
| 3位 | クリタウォーターガッシュ昭島 | 15 | 43 | 9 | 0 | 6 | 529 | 402 | 127 | 77 | 54 | 12 | 0 | 180 |                                                                          |                                                                          |
| 4位 | 中国電力レッドレグリオンズ | 14 | 23 | 5 | 0 | 9 | 319 | 474 | -155 | 40 | 28 | 21 | 0 | 166 |                                                                          |                                                                          |
| 5位 | ヤクルトレビンズ戸田 | 15 | 23 | 5 | 0 | 10 | 298 | 537 | -239 | 41 | 21 | 12 | 0 | 183 |                                                                          |                                                                          |
| 6位 | ルリーロ福岡 | 15 | 13 | 3 | 0 | 12 | 266 | 607 | -341 | 34 | 24 | 16 | 0 | 212 |                                                                          |                                                                          |
| | | | | | | | | | | | | | | |                                                                          |                                                                          |
| - 勝ち点は、勝ち4点、引き分け2点、負け0点。 - ただし、7点差以内の負けは1点を付与、3トライ差以上での勝ちは追加で1点を付与。 - 同じ勝ち点である場合は下記の順番で順位を決定する。 1. 勝ち点 2. 勝利数 3. ①および②が同数であったチーム間の勝ち点 4. ①、②および③が同数であったチーム間の得失点差 5. 全試合の得失点差 6. 当該チーム間のトライ数 7. 全試合でのトライ数 8. 当該チーム間のトライ後のゴール数 9. 全試合でのトライ後のゴール数 10. 抽選 | - 勝ち点は、勝ち4点、引き分け2点、負け0点。 - ただし、7点差以内の負けは1点を付与、3トライ差以上での勝ちは追加で1点を付与。 - 同じ勝ち点である場合は下記の順番で順位を決定する。 1. 勝ち点 2. 勝利数 3. ①および②が同数であったチーム間の勝ち点 4. ①、②および③が同数であったチーム間の得失点差 5. 全試合の得失点差 6. 当該チーム間のトライ数 7. 全試合でのトライ数 8. 当該チーム間のトライ後のゴール数 9. 全試合でのトライ後のゴール数 10. 抽選 | - 勝ち点は、勝ち4点、引き分け2点、負け0点。 - ただし、7点差以内の負けは1点を付与、3トライ差以上での勝ちは追加で1点を付与。 - 同じ勝ち点である場合は下記の順番で順位を決定する。 1. 勝ち点 2. 勝利数 3. ①および②が同数であったチーム間の勝ち点 4. ①、②および③が同数であったチーム間の得失点差 5. 全試合の得失点差 6. 当該チーム間のトライ数 7. 全試合でのトライ数 8. 当該チーム間のトライ後のゴール数 9. 全試合でのトライ後のゴール数 10. 抽選 | - 勝ち点は、勝ち4点、引き分け2点、負け0点。 - ただし、7点差以内の負けは1点を付与、3トライ差以上での勝ちは追加で1点を付与。 - 同じ勝ち点である場合は下記の順番で順位を決定する。 1. 勝ち点 2. 勝利数 3. ①および②が同数であったチーム間の勝ち点 4. ①、②および③が同数であったチーム間の得失点差 5. 全試合の得失点差 6. 当該チーム間のトライ数 7. 全試合でのトライ数 8. 当該チーム間のトライ後のゴール数 9. 全試合でのトライ後のゴール数 10. 抽選 | - 勝ち点は、勝ち4点、引き分け2点、負け0点。 - ただし、7点差以内の負けは1点を付与、3トライ差以上での勝ちは追加で1点を付与。 - 同じ勝ち点である場合は下記の順番で順位を決定する。 1. 勝ち点 2. 勝利数 3. ①および②が同数であったチーム間の勝ち点 4. ①、②および③が同数であったチーム間の得失点差 5. 全試合の得失点差 6. 当該チーム間のトライ数 7. 全試合でのトライ数 8. 当該チーム間のトライ後のゴール数 9. 全試合でのトライ後のゴール数 10. 抽選 | - 勝ち点は、勝ち4点、引き分け2点、負け0点。 - ただし、7点差以内の負けは1点を付与、3トライ差以上での勝ちは追加で1点を付与。 - 同じ勝ち点である場合は下記の順番で順位を決定する。 1. 勝ち点 2. 勝利数 3. ①および②が同数であったチーム間の勝ち点 4. ①、②および③が同数であったチーム間の得失点差 5. 全試合の得失点差 6. 当該チーム間のトライ数 7. 全試合でのトライ数 8. 当該チーム間のトライ後のゴール数 9. 全試合でのトライ後のゴール数 10. 抽選 | - 勝ち点は、勝ち4点、引き分け2点、負け0点。 - ただし、7点差以内の負けは1点を付与、3トライ差以上での勝ちは追加で1点を付与。 - 同じ勝ち点である場合は下記の順番で順位を決定する。 1. 勝ち点 2. 勝利数 3. ①および②が同数であったチーム間の勝ち点 4. ①、②および③が同数であったチーム間の得失点差 5. 全試合の得失点差 6. 当該チーム間のトライ数 7. 全試合でのトライ数 8. 当該チーム間のトライ後のゴール数 9. 全試合でのトライ後のゴール数 10. 抽選 | - 勝ち点は、勝ち4点、引き分け2点、負け0点。 - ただし、7点差以内の負けは1点を付与、3トライ差以上での勝ちは追加で1点を付与。 - 同じ勝ち点である場合は下記の順番で順位を決定する。 1. 勝ち点 2. 勝利数 3. ①および②が同数であったチーム間の勝ち点 4. ①、②および③が同数であったチーム間の得失点差 5. 全試合の得失点差 6. 当該チーム間のトライ数 7. 全試合でのトライ数 8. 当該チーム間のトライ後のゴール数 9. 全試合でのトライ後のゴール数 10. 抽選 | - 勝ち点は、勝ち4点、引き分け2点、負け0点。 - ただし、7点差以内の負けは1点を付与、3トライ差以上での勝ちは追加で1点を付与。 - 同じ勝ち点である場合は下記の順番で順位を決定する。 1. 勝ち点 2. 勝利数 3. ①および②が同数であったチーム間の勝ち点 4. ①、②および③が同数であったチーム間の得失点差 5. 全試合の得失点差 6. 当該チーム間のトライ数 7. 全試合でのトライ数 8. 当該チーム間のトライ後のゴール数 9. 全試合でのトライ後のゴール数 10. 抽選 | - 勝ち点は、勝ち4点、引き分け2点、負け0点。 - ただし、7点差以内の負けは1点を付与、3トライ差以上での勝ちは追加で1点を付与。 - 同じ勝ち点である場合は下記の順番で順位を決定する。 1. 勝ち点 2. 勝利数 3. ①および②が同数であったチーム間の勝ち点 4. ①、②および③が同数であったチーム間の得失点差 5. 全試合の得失点差 6. 当該チーム間のトライ数 7. 全試合でのトライ数 8. 当該チーム間のトライ後のゴール数 9. 全試合でのトライ後のゴール数 10. 抽選 | - 勝ち点は、勝ち4点、引き分け2点、負け0点。 - ただし、7点差以内の負けは1点を付与、3トライ差以上での勝ちは追加で1点を付与。 - 同じ勝ち点である場合は下記の順番で順位を決定する。 1. 勝ち点 2. 勝利数 3. ①および②が同数であったチーム間の勝ち点 4. ①、②および③が同数であったチーム間の得失点差 5. 全試合の得失点差 6. 当該チーム間のトライ数 7. 全試合でのトライ数 8. 当該チーム間のトライ後のゴール数 9. 全試合でのトライ後のゴール数 10. 抽選 | - 勝ち点は、勝ち4点、引き分け2点、負け0点。 - ただし、7点差以内の負けは1点を付与、3トライ差以上での勝ちは追加で1点を付与。 - 同じ勝ち点である場合は下記の順番で順位を決定する。 1. 勝ち点 2. 勝利数 3. ①および②が同数であったチーム間の勝ち点 4. ①、②および③が同数であったチーム間の得失点差 5. 全試合の得失点差 6. 当該チーム間のトライ数 7. 全試合でのトライ数 8. 当該チーム間のトライ後のゴール数 9. 全試合でのトライ後のゴール数 10. 抽選 | - 勝ち点は、勝ち4点、引き分け2点、負け0点。 - ただし、7点差以内の負けは1点を付与、3トライ差以上での勝ちは追加で1点を付与。 - 同じ勝ち点である場合は下記の順番で順位を決定する。 1. 勝ち点 2. 勝利数 3. ①および②が同数であったチーム間の勝ち点 4. ①、②および③が同数であったチーム間の得失点差 5. 全試合の得失点差 6. 当該チーム間のトライ数 7. 全試合でのトライ数 8. 当該チーム間のトライ後のゴール数 9. 全試合でのトライ後のゴール数 10. 抽選 | - 勝ち点は、勝ち4点、引き分け2点、負け0点。 - ただし、7点差以内の負けは1点を付与、3トライ差以上での勝ちは追加で1点を付与。 - 同じ勝ち点である場合は下記の順番で順位を決定する。 1. 勝ち点 2. 勝利数 3. ①および②が同数であったチーム間の勝ち点 4. ①、②および③が同数であったチーム間の得失点差 5. 全試合の得失点差 6. 当該チーム間のトライ数 7. 全試合でのトライ数 8. 当該チーム間のトライ後のゴール数 9. 全試合でのトライ後のゴール数 10. 抽選 | - 勝ち点は、勝ち4点、引き分け2点、負け0点。 - ただし、7点差以内の負けは1点を付与、3トライ差以上での勝ちは追加で1点を付与。 - 同じ勝ち点である場合は下記の順番で順位を決定する。 1. 勝ち点 2. 勝利数 3. ①および②が同数であったチーム間の勝ち点 4. ①、②および③が同数であったチーム間の得失点差 5. 全試合の得失点差 6. 当該チーム間のトライ数 7. 全試合でのトライ数 8. 当該チーム間のトライ後のゴール数 9. 全試合でのトライ後のゴール数 10. 抽選 | - 1位はDIVISION2の8位と、 2位はDIVISION2の7位と、 それぞれ入替戦を行う。 | - 1位はDIVISION2の8位と、 2位はDIVISION2の7位と、 それぞれ入替戦を行う。 |
| | JAPAN RUGBY LEAGUE ONE 2024-25 DIVISION 3 順位表（2025年5月11日時点）出典： | 編集 | | | | | | | | | | | | |                                                                          |                                                                          |

## 2025-26シーズンのスコッド
開幕前、2025-26シーズンでの選手登録までは、「チームに所属している選手」の一覧に過ぎないことに留意。
カテゴリA（日本代表の実績または資格あり）は、試合登録枠17名以上、同時出場可能枠11名以上。カテゴリB（日本代表の資格獲得見込み）は、試合登録枠・同時出場可能枠ともに任意。カテゴリC（他国代表歴あり等、カテゴリ A, B以外）は、試合登録枠3名以下。
ルリーロ福岡の2025-26シーズンのスコッドは下記のとおり。2025年6月6日現在。
ヘッドコーチ: 豊田将万
| 選手                     | ポジション      | 身長    | 体重    | 誕生日（年齢）         | 登録区分  |
| ------------------------ | --------------- | ------- | ------- | ---------------------- | --------- |
| 寺脇駿                   | プロップ        | 177cm   | 125kg   | 1998年3月26日（27歳）  | カテゴリA |
| 村田龍寿                 | プロップ        | 175.2cm | 102.3kg | 2000年12月13日（24歳） | カテゴリA |
| 町野泰司                 | プロップ        | 178cm   | 102kg   | 1992年9月17日（32歳）  | カテゴリA |
| 長谷川寛太               | プロップ        | 179cm   | 109kg   | 1996年4月23日（29歳）  | カテゴリA |
| 延田朋樹                 | プロップ        | 170cm   | 100kg   | 1996年10月28日（28歳） | カテゴリA |
| 野田麟太郎               | プロップ        | 171cm   | 109kg   | 2001年3月25日（24歳）  | カテゴリA |
| 成田悠祥                 | プロップ        | 175.3cm | 108.2kg | 2001年10月3日（23歳）  | カテゴリA |
| 木村圭汰                 | プロップ        | 175cm   | 114kg   | 1999年12月12日（25歳） | カテゴリA |
| 柏木智泰                 | プロップ        | 181cm   | 102.6kg | 1996年8月12日（28歳）  | カテゴリA |
| 古谷亘                   | プロップ        | 167cm   | 92kg    | 1995年12月30日（29歳） | カテゴリA |
| 荒井翼                   | プロップ        | 172cm   | 106kg   | 2003年1月17日（22歳）  | カテゴリA |
| 南太陽                   | フッカー        | 174.3cm | 92kg    | 2000年8月6日（24歳）   | カテゴリA |
| 中村篤郎                 | フッカー        | 174cm   | 97kg    | 1994年4月11日（31歳）  | カテゴリA |
| 竹内嘉章                 | フッカー        | 170cm   | 97kg    | 1996年9月24日（28歳）  | カテゴリA |
| 内山友貴                 | フッカー        | 168cm   | 97kg    | 1996年9月7日（28歳）   | カテゴリA |
| 上村遼太郎               | フッカー        | 180cm   | 103kg   | 2001年10月27日（23歳） | カテゴリA |
| 廣田耀規                 | ロック          | 193cm   | 118kg   | 1994年12月8日（30歳）  | カテゴリA |
| 寺田桂太                 | ロック          | 198cm   | 112kg   | 1995年2月1日（30歳）   | カテゴリA |
| 高見修太                 | ロック          | 180.1cm | 95kg    | 2000年8月16日（24歳）  | カテゴリA |
| 葛見達哉                 | ロック          | 192cm   | 105.6kg | 1997年12月17日（27歳） | カテゴリA |
| 上田健太                 | ロック          | 182.6cm | 95.5kg  | 2001年12月28日（23歳） | カテゴリA |
| 大橋興太郎               | ロック/プロップ | 190cm   | 100kg   | 2002年9月20日（22歳）  | カテゴリA |
| 山本健人                 | ロック          | 178cm   | 104kg   | 2002年11月15日（22歳） | カテゴリA |
| 安田直樹                 | フランカー      | 172cm   | 90.3kg  | 1994年1月26日（31歳）  | カテゴリA |
| 久田侑典                 | フランカー      | 180.3cm | 88.6kg  | 1993年5月26日（31歳）  | カテゴリA |
| 殿元政仁                 | フランカー      | 179cm   | 95.2kg  | 1996年9月2日（28歳）   | カテゴリA |
| 西村光太                 | フランカー      | 175cm   | 95kg    | 1997年8月8日（27歳）   | カテゴリA |
| 小原稜生                 | フランカー      | 180cm   | 94kg    | 1993年10月5日（31歳）  | カテゴリA |
| 井上大志郎               | フランカー      | 169.3cm | 83.2kg  | 2001年9月27日（23歳）  | カテゴリA |
| イオセファツ・マレコ     | フランカー      | 189cm   | 115kg   | 1998年4月30日（27歳）  | カテゴリA |
| 金智成                   | フランカー      | 174cm   | 93kg    | 2003年2月22日（22歳）  | カテゴリA |
| 加藤璃一                 | フランカー      | 172cm   | 88kg    | 2002年10月27日（22歳） | カテゴリA |
| フィナウ マカヴァハ      | ナンバー8       | 187cm   | 115.5kg | 1996年10月30日（28歳） | カテゴリA |
| 三股久典                 | スクラムハーフ  | 167.5cm | 74.2kg  | 1995年9月7日（29歳）   | カテゴリA |
| 三原大河                 | スクラムハーフ  | 168cm   | 68kg    | 2001年9月25日（23歳）  | カテゴリA |
| 原田脩平                 | スクラムハーフ  | 167cm   | 70kg    | 1998年9月11日（26歳）  | カテゴリA |
| 田辺雅文                 | スクラムハーフ  | 171.6cm | 81.8kg  | 1994年5月2日（31歳）   | カテゴリA |
| 齋藤史哉                 | スクラムハーフ  | 168cm   | 73kg    | 2001年8月26日（23歳）  | カテゴリA |
| 松尾将太郎               | スタンドオフ    | 170cm   | 83kg    | 1996年10月19日（28歳） | カテゴリA |
| 肘井大輔                 | スタンドオフ    | 170.9cm | 80kg    | 1998年2月23日（27歳）  | カテゴリA |
| 永富健太郎               | スタンドオフ    | 183cm   | 81kg    | 1994年4月2日（31歳）   | カテゴリA |
| 光長浩悠                 | ウイング        | 165cm   | 66kg    | 1999年1月31日（26歳）  | カテゴリA |
| 牧山遥登                 | ウイング        | 164.5cm | 69.8kg  | 2005年6月29日（19歳）  | カテゴリA |
| カーン・ヘスケス         | ウイング        | 178cm   | 105kg   | 1985年8月1日（39歳）   | カテゴリA |
| 長谷川毅                 | ウイング        | 176cm   | 86kg    | 2000年9月5日（24歳）   | カテゴリA |
| 永山大地                 | ウイング        | 176.3cm | 89.2kg  | 2000年10月15日（24歳） | カテゴリA |
| 立山諒                   | ウイング        | 173cm   | 83kg    | 2001年12月13日（23歳） | カテゴリA |
| 下良好純                 | ウイング        | 176cm   | 90kg    | 1993年11月12日（31歳） | カテゴリA |
| 黒川ラフィ               | ウイング        | 179.2cm | 80.8kg  | 1994年11月9日（30歳）  | カテゴリA |
| 梶原拓人                 | ウイング        | 182cm   | 87kg    | 1998年12月18日（26歳） | カテゴリA |
| 井上柊人                 | ウイング        | 173cm   | 80kg    | 1999年11月24日（25歳） | カテゴリA |
| 井手太朗                 | ウイング        | 171cm   | 75kg    | 2000年11月15日（24歳） | カテゴリA |
| アマナキ・リサラ         | ウイング        | 188cm   | 98g     | 1999年8月17日（25歳）  | カテゴリB |
| 前田土芽                 | センター        | 178.5cm | 90.2kg  | 1996年11月30日（28歳） | カテゴリA |
| 中原尚哉                 | センター        | 173cm   | 100kg   | 1998年3月14日（27歳）  | カテゴリA |
| 柴田玲                   | センター        | 176.8cm | 89.9kg  | 2005年4月10日（20歳）  | カテゴリA |
| 重一生                   | センター        | 171.4cm | 83.5kg  | 1994年12月5日（30歳）  | カテゴリA |
| アカリバ・サカサカイバル | センター        | 180cm   | 110kg   | 1995年5月25日（29歳）  | カテゴリB |
| 香川凜人                 | センター        | 175cm   | 85kg    | 1997年3月18日（28歳）  | カテゴリA |
| 八文字雅和               | フルバック      | 180cm   | 90kg    | 1993年7月14日（31歳）  | カテゴリA |
| 中澤響                   | フルバック      | 171cm   | 83.5kg  | 1998年12月1日（26歳）  | カテゴリA |
| 河野友希                 | フルバック      | 177cm   | 81.6kg  | 1996年5月1日（29歳）   | カテゴリA |
| 勝田龍登                 | フルバック      | 170cm   | 80kg    | 2002年2月19日（23歳）  | カテゴリA |
| 上畑大吾                 | フルバック      | 178cm   | 83kg    | 2003年3月20日（22歳）  | カテゴリA |

## 過去に在籍した選手
- 田中秀[1]
- 松田憲典
- アーロン・ポクルダ
- 小柳湧雅
- 田代宙士
- 高原慎也
- 田中秀
- 平田圭史朗
- 安藤泰生
- 金崎廉大朗
- 森林啓斗
- 井上風雅